# تاريخ نيو ساوث ويلز
يقصد بـ تاريخ نيو ساوث ويلز تاريخ ولاية نيو ساوث ويلز الأسترالية، ومجتمعات السكان الأصليين السابقة، والمجتمعات الاستعمارية البريطانية في المنطقة. تشير مستحاثات بحيرة مونغو إلى احتلال السكان الأستراليين الأصليين لأجزاء من منطقة نيو ساوث ويلز مدة لا تقل عن 40,000 سنة. كان الملاح الإنجليزي جيمس كوك أول أوروبي يرسم خريطة الساحل في عام 1770، وتبعها الأسطول الأول البريطاني لإنشاء مستعمرة عقابية في سيدني عام 1788 للمدانين.
أنشأت المستعمرة تمثيلًا ديمقراطيًا مستقلًا من خمسينيات القرن التاسع عشر، وأصبحت ولاية في كومنولث أستراليا عام 1901 بعد التصويت على الاتحاد مع المستعمرات البريطانية الأخرى في أستراليا. خلال القرن العشرين، كانت الولاية مقصدًا رئيسيًا لمجموعة متزايدة التنوع من المهاجرين من العديد من الدول. في القرن الحادي والعشرين، اعتبرت أنها الولاية الأكثر اكتظاظًا بالسكان في أستراليا، والعاصمة سيدني عاصمة مالية رئيسية واستضافت الأحداث الثقافية والاقتصادية الدولية.

## التاريخ القديم

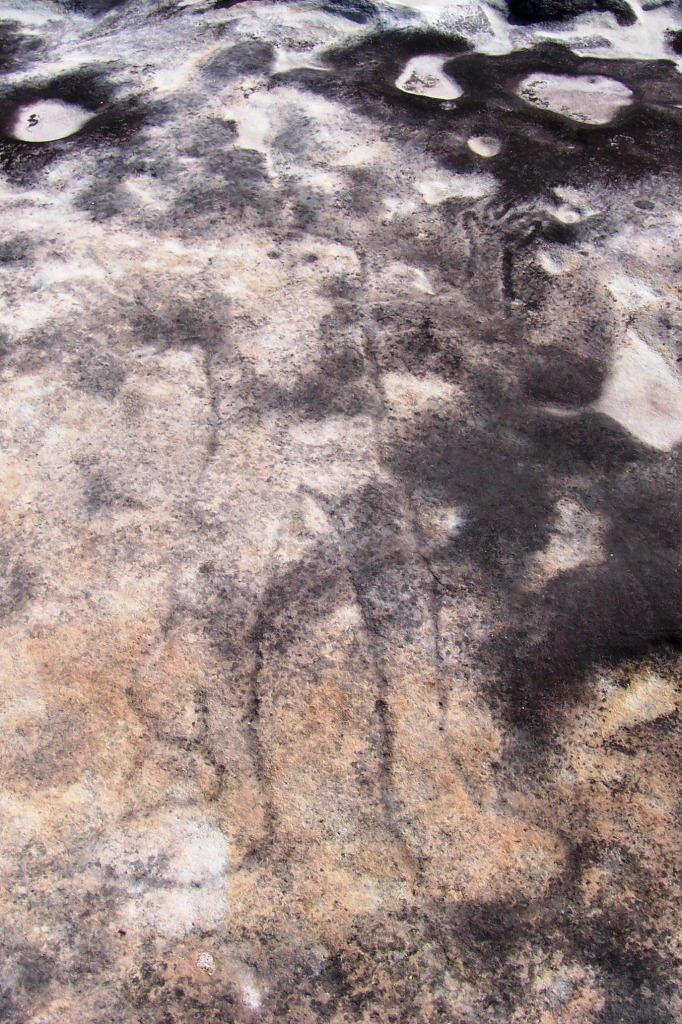
نقش حجري في منتزه كو-رينغ-غاي تشيس الوطني

أول من احتل المنطقة المعروفة الآن باسم نيو ساوث ويلز هم سكان أستراليا الأصليين. بدأ وجودهم في أستراليا منذ نحو 40,000 إلى 60,000 عام مع وصول أول أسلافهم عن طريق القوارب من إندونيسيا الحالية. انتقل أحفادهم إلى الجنوب، واحتلوا جميع مناطق أستراليا، بما في ذلك نيو ساوث ويلز المستقبلية، وإن لم يكن ذلك بأعداد كبيرة.
عُثر على رجل مونغو وبقايا أخرى في بحيرة مونغو الجافة في نيو ساوث ويلز، على بعد نحو 3000 كم جنوب الساحل الشمالي لأستراليا، وقد يرجع تاريخها إلى ما يقرب من 40,000 عام. يبدو أن هؤلاء البشر الأوائل دفنوا بمرافقة احتفالية، وعثر عليهم بالقرب من الأدوات الحجرية وعظام الحيوانات الضخمة المنقرضة (مثل الكنغر العملاق والومبتيات). هذه هي أقدم بقايا بشرية عُثر عليها حتى الآن في أستراليا على الرغم من أن تحديد التاريخ صعب ومثير للجدل. مع ذلك يبدو أنهم يؤكدون أن نيو ساوث ويلز كانت مأهولة بالسكان قبل وصول الأسطول البريطاني الأول بعشرات آلاف السنين في وقت كان فيه المناخ أكثر رطوبة وكان البشر يقومون ببعض الممارسات القديمة الدينية والفنية.
يمكن العثور على أمثلة على الأدوات الحجرية وفن السكان الأصليين (غالبًا تسجل قصص عن دين زمن الأحلام) في جميع أنحاء نيو ساوث ويلز: حتى داخل العاصمة سيدني الحديثة، مثلما هو الحال في منتزه كو-رينغ-غاي تشيس الوطني.

## وصول الأوروبيين

### إعلان جيمس كوك عام 1770
في عام 1770، تسلم الملازم (القبطان لاحقًا) جيمس كوك قيادة السفينة إتش إم إس انديفور، على طول الساحل الشرقي لأستراليا، ليصبح أول الأوربيين المعروفين بفعل ذلك. وفي 19 أبريل 1770، شاهد طاقم سفينة انديفور الساحل الشرقي لأستراليا وهبطوا بعد عشرة أيام في خليج في ما يعرف الآن بجنوب سيدني. أعجب عالم الطبيعة، السير جوزيف بانكس، الذي كان على متن السفينة بحجم النباتات والحيوانات التي لم تكن معروفة حتى ذلك الحين في العلوم الأوروبية، والتي أطلق عليها كوك مدخل خليج بوتاني. رسم كوك الساحل الشرقي إلى أقصى حدوده الشمالية، وفي 22 أغسطس، في جزيرة بوزيشن في مضيق توريس، كتب كوك في مذكرته: «رفعت مجددًا علم المد الإنجليزي، باسم جلالة الملك جورج الثالث، واجتزت الساحل الشرقي بأكمله من أعلى خط العرض 38 درجة جنوبًا إلى هذا المكان الذي أطلقت عليه نيو ساوث ويلز». في 20 أغسطس 1631 أطلق الويلزي توماس جيمس اسم نيو ساوث ويلز على الساحل الجنوبي الغربي لخليج هدسون في كندا، بعد وطنه الأم، في أثناء رحلة اكتشاف بحثًا عن ممر شمالي غربي إلى البحر الجنوبي. بعد 139 عامًا، أعطى جيمس كوك الاسم نفسه، دون تفسير، للساحل الشرقي لنيو هولاند. ثم قدم كوك وبانكس تقارير إيجابية إلى لندن بشأن إمكانية إنشاء مستعمرة بريطانية في خليج بوتاني.
بذلك أصبحت مملكة بريطانيا العظمى أول قوة أوروبية تطالب رسميًا بأي منطقة في البر الرئيسي الأسترالي. غطت «نيو ساوث ويلز»، مثلما هو محدد في إعلان كوك، معظم شرق أستراليا، من خط عرض 38 درجة جنوبًا و145 درجة شرقًا (بالقرب من الموقع الأحدث لمورديالوك في فيكتوريا)، إلى طرف كيب يورك، مع حدود غربية غير محددة. استبعد الإعلان ضمنًا ما يلي: أرض فان ديمن (تسمانيا لاحقًا)، التي طالب بها أبل تاسمان لصالح هولندا عام 1642، وجزء صغير من البر الرئيسي جنوب خط عرض 38 درجة (جنوب فيكتوريا لاحقًا)، وطالب جين مينغود، ضابط من ضباط لويس دي سانت ألورن، رسميًا بالساحل الغربي للقارة (أستراليا الغربية لاحقًا) لصالح فرنسا عام 1772 على الرغم من أن البحارة الهولنديين رسموا خريطة الساحل مسبقًا.

### إنشاء المستعمرة عام 1788

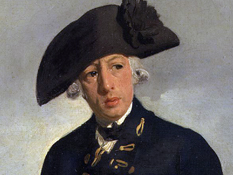
حاكم نيو ساوث ويلز الأول آرثر فيليب

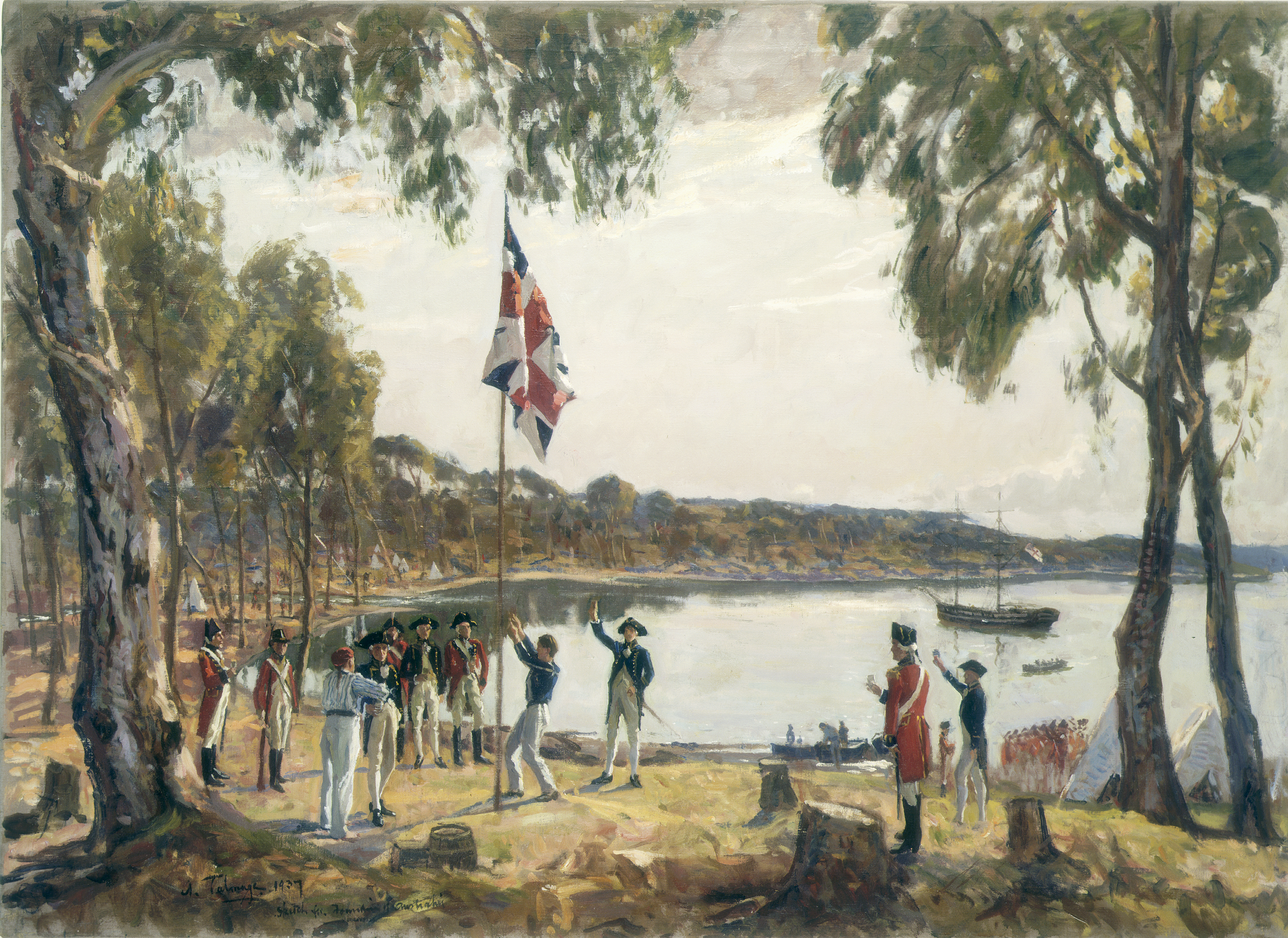
الحاكم آرثر فيليب يرفع العلم البريطاني في مستعمرة سيدني المؤسسة حديثًا عام 1788

ظل الادعاء البريطاني نظريًا حتى يناير عام 1788، عندما وصل آرثر فيليب مع الأسطول الأول لتأسيس مستوطنة للمدانين في ما يعرف الآن بسيدني. مارس فيليب -بصفته حاكم نيو ساوث ويلز- سلطةً اسميةً على كل أستراليا شرق خط الطول 135 درجة شرقًا، وبين خطي عرض 10 درجة و37 دقيقة جنوبًا، و43 درجة و39 دقيقة جنوبًا، التي شملت معظم نيوزيلندا باستثناء الجزء الجنوبي من الجزيرة الجنوبية.

حمل الأسطول الأول المكون من 11 سفينة أكثر من ألف مستوطن، من بينهم 778 مدانًا (192 امرأة و586 رجلاً). بعد أيام قليلة من الوصول إلى خليج بوتاني، انتقل الأسطول إلى ميناء مناسب أكثر، وهو ميناء جاكسون، حيث أنشأ فيليب مستوطنة في المكان الذي أطلق عليه اسم سيدني كوف (على شرف وزير الخارجية، لورد سيدني) في 26 يناير 1788. أصبح هذا التاريخ فيما بعد يوم أستراليا الوطني (يوم أستراليا). أعلن الحاكم فيليب رسميًا عن المستعمرة في 7 فبراير 1788 في سيدني. قدمت سيدني كوف إمدادات من المياه العذبة ومرفأً آمنًا، وصفها فيليب وصفًا مشهورًا بأنها:
«دون استثناء أرقى ميناء في العالم... وهنا قد يجول ألف مركب شراعي من الخطوط في أمان تام». 
تمتع الحاكم فيليب بالسلطة الكاملة على سكان المستعمرة. كان الهدف الشخصي لفيليب، المستنير في عصره، هو إقامة علاقات ودية مع السكان الأصليين المحليين، ومحاولة إصلاح وتأديب المدانين في المستعمرة. ترك فيليب والعديد من ضباطه -أبرزهم واتكين تنش- خلفهم المذكرات والتقارير التي تتحدث عن المصاعب الهائلة خلال السنوات الأولى من الاستيطان. يئس ضباط  فيليب في كثير من الأحيان من مستقبل نيو ساوث ويلز. كانت الجهود المبكرة في الزراعة محفوفة بالمخاطر، وكانت الإمدادات من الخارج نادرة. بين عام 1788 وعام 1792، هبط نحو 3546 من الذكور و766 من النساء المدانين في سيدني، العديد من «المجرمين المحترفين» مع القليل من المهارات اللازمة لإنشاء مستعمرة. كان العديد من الوافدين الجدد مرضى أو غير مؤهلين للعمل، وتدهورت ظروف المدانين الأصحاء بسبب الأشغال الشاقة وسوء المعيشة في المستوطنة. وصل الوضع الغذائي إلى حد الأزمة في عام 1790، أما الأسطول الثاني الذي وصل أخيرًا في يونيو 1790 خسر ربع «ركابه» بسبب المرض، في حين أن حالة المدانين في الأسطول الثالث روعت فيليب. لكن منذ عام 1791، قلل وصول السفن بصورة منتظمة وبدايات التجارة من الشعور بالعزلة وتحسنت الإمدادات.